# 沃曼 (明尼蘇達州)
沃曼（英語：Warman）是位於美國明尼蘇達州卡內貝克縣皮斯鎮區的一個非建制地區。

## 歷史
沃曼的於郵局1907年設立，其後於1920年停運。

## 地理
沃曼所處的海拔為高於海平面354米（即1161英呎），而該地所採用的時區為UTC-6，即北美中部時區（CST）。同時該地設有夏令時間，為UTC-6調快一小時，即UTC-5（CDT）。